# The Cooler
The Cooler (prt: Má Sorte; bra: The Cooler - Quebrando a Banca) é um filme norte-americano de 2003, do gênero drama, dirigido por Wayne Kramer  e estrelado por William H. Macy e Alec Baldwin.

## Sinopse
Las Vegas. Extremamente azarado, Bernie Lootz é um jogador que deve 100 000 dólares a um cassino. Seu azar leva-o a ser contratado para fazer apostas ao lado de sortudos, e assim impedi-los de continuar a ganhar. Tudo vai bem até que Bernie, já próximo de pagar toda sua dívida, conhece a garçonete Natalie e os dois se apaixonam. Entretanto, o mafioso chefão Shelly Kaplow não quer deixar Bernie escapar assim tão facilmente.

## Principais premiações
| Patrocinador                                            | Prêmio       | Categoria                                       | Situação |
| ------------------------------------------------------- | ------------ | ----------------------------------------------- | -------- |
| Academia de Artes e Ciências Cinematográficas           | Oscar        | Melhor Ator Coadjuvante (Alec Baldwin)          | Indicado |
| Associação de Correspondentes Estrangeiros de Hollywood | Golden Globe | Melhor Ator Coadjuvante - Cinema (Alec Baldwin) | Indicado |
| Mystery Writers of America                              | Edgar        | Melhor Roteiro                                  | Indicado |
| National Board of Review                                | NBR          | Melhor Ator Coadjuvante (Alec Baldwin)          | Vencedor |

## Elenco
| Ator/Atriz           | Personagem             |
| -------------------- | ---------------------- |
| William H. Macy      | Bernie Lootz           |
| Alec Baldwin         | Shelly Kaplow          |
| Maria Bello          | Natalie Blisario       |
| Shawn Hatosy         | Mikey                  |
| Ron Livingston       | Larry Sokolov          |
| Paul Sorvino         | Buddy Stafford         |
| Estella Warren       | Charlene               |
| Arthur J. Nascarella | Nicky Fingers Bonnatto |
| Joey Fatone          | Johnny Cappella        |